# Maksim Marozau
Maksim Alaksandrawicz Marozau (biał. Максім Аляксандравіч Марозаў; ur. 29 maja 1989) – białoruski siatkarz, grający na pozycji środkowego. Od sezonu 2019/2020 jest zawodnikiem Cuprum Lubin.

## Sukcesy klubowe
Mistrzostwo Białorusi:
- 2015, 2016
- 2013, 2014

Puchar Białorusi:
- 2014, 2015